# گردنه آهوان
گردنه آهوان در حد فاصل جاده سمنان و دامغان قرار دارد. این منطقه دارای زمستان‌های سختی می‌باشد که در اغلب موارد به بسته شدن جاده می‌انجامد.این جاده دارای سرازیری خطرناک میباشد.
کاروانسرای سنگی آهوان در این منطقه قرار دارد.

## ریشه نام آهوان در سمنان
آهوان نام روستایی است در حد فاصل 15  تا 30 کیلومتری جاده سمنان _ دامغان واقع شده است. صاحب تحفة‏الرضویه می‌‏نویسد: چون حضرت امام رضا به نزدیک دامغان که در حال حاضر به آهوان مشهور است رسید آهویی چند به خدمت آن حضرت رسیدند و عرض کردند یا بنَ رسولِ اللّه‏ مخالفان قصد کشتن شما را دارند خوب است معاودت فرمائید. آن حضرت فرمود: از اجل نتوان گریخت و برای آن‌ها دعای خیر فرمود و بدین جهت آن محل را آهوان می‏‌گویند.
برخی نیز گویند امام رضا هنگام سفر از مدینه به مرو در این جایگاه درنگ می‌کند و می‌بیند که شکارچی‌ای آهوی ماده‌‏ای را در بند انداخته و خیال کشتن آن را دارد.
حضرت از دیدن پستان‌های پرشیر آهو در می‏یابد که آهوی شکار شده دارای بچه‏‌هایی می‏‌باشد که در اثر گرفتار شدن مادرشان آن‌ها بی‏شیر مانده‏‌اند. بنابراین از شکارچی درخواست می‏‌کند که آن آهو را در راه خدا آزاد کند. بدین ترتیب آهو به ضمانت حضرت رضا آزاد می‏‌گردد و آن جایگاه «آهوان» نامیده می‌‏شود.
سخن نخست افسانه وار و عوامانه است و نمی‌تواند راست باشد. اما نظر دوم تا اندازه‌ای منطقی‌تر به نظر می‌رسد.